# Xiromero
Xiromero (griechisch Ξηρόμερο (n. sg.)) ist seit 2011 eine Gemeinde in der griechischen Region Westgriechenland. Sie ist nach der ehemaligen Provinz Xiromero (Επαρχία Ξηρομέρου Eparchía Xiromérou) benannt. Der Verwaltungssitz der Gemeinde ist die Kleinstadt Astakos. Die Fläche der Gemeinde beträgt 590,113 km².

## Verwaltungsgliederung
Die Gemeinde Xiromero wurde nach der Verwaltungsreform 2010 aus dem Zusammenschluss der 1997 gegründeten Gemeinden Astakos, Alyzia und Fities gebildet. Die Gemeinde ist in 3 Gemeindebezirke untergliedert, die den ehemaligen Gemeinden entsprechen.

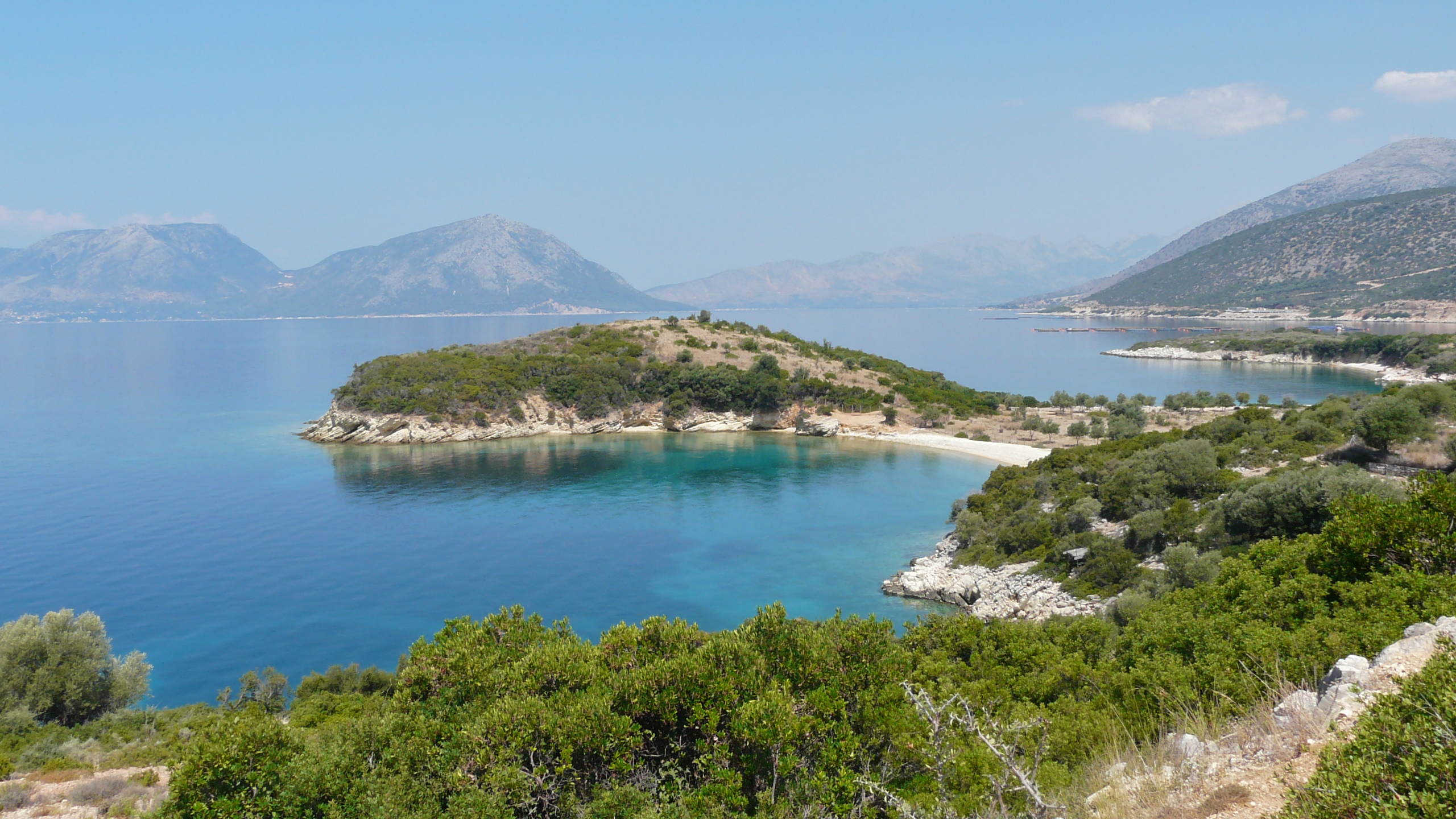
Küste von Astakos

| Gemeindebezirk    | griechischer Name        | Code   | Fläche (km²) | Einwohner 2011 | Einwohner 2011 | Dimotikes Kinotites (Sg. Δημοτική Κοινότητα)                                                                                              | Lage |
| ----------------- | ------------------------ | ------ | ------------ | -------------- | -------------- | --- | ---- |
| Astakos           | Δημοτική Ενότητα Αστακού | 380701 | 344,231      | 6.578          | 5.719          | Astakos, Agrambela, Vasilopoulo, Vliziana, Karaiskakis, Macheras, Bambini, Paleomanina, Prodromos, Skourou, Manina Vlizianon, Chrysovitsa |      |
| Alyzia            | Δημοτική Ενότητα Αλυζίας | 380702 | 149,757      | 3.005          | 2.675          | Kandila, Archondochori, Varnakas, Mytikas, Panagoula                                                                                      |      |
| Fities            | Δημοτική Ενότητα Φυτειών | 380703 | 096,749      | 2.154          | 1.812          | Fities, Pappadatos |      |
| Gemeinde Xiromero | Gemeinde Xiromero        | 3807   | 590,737      | 11.737         | 10.206         | |      |